# 斯波満種
斯波 満種（しば みつたね）は室町時代前期の武将・守護大名。加賀守護。大野満種とも称す。斯波義種の嫡男で、母は千秋高範の娘（藤原季範の末裔にあたる）。幕府管領の斯波義将は伯父にあたる。

## 生涯
永和2年/天授2年（1376年）、加賀守護・斯波義種の嫡男として生まれる。父の義種は、斯波一門の有力な分家（大野家、斯波民部少輔家）として加賀や若狭などの守護職を歴任し、伯父の斯波義将は室町幕府の管領として辣腕を振るっており、満種自身も3代将軍足利義満の偏諱（「満」の字）を賜るなど、権門武家の子息として成長する。
やがて民部少輔に任官し、明徳3年（1392年）8月の相国寺供養では6騎を従え、従兄にあたる斯波義重（武衛家）と共に将軍義満の随身を務めた（『相国寺供養記』）。応永12年（1405年）頃にはさらに左衛門佐に官を進め、応永15年（1408年）に父が没すると加賀守護職を継いで名実ともに大野家当主となった。しかし応永21年（1414年）に4代将軍足利義持の忌避に触れて加賀守護職を剥奪されると、満種は高野山へ遁世してしまい、加賀守護家としての大野家はここに没落した。なお、加賀守護は義持の近臣として台頭してきた富樫満成に与えられた。
応永34年7月7日（1427年）没。享年52。法名は崇聖寺殿道源大江。
満種の失脚により斯波氏は加賀守護家の世襲化に失敗し、同氏は有力な分家守護を失い次第にその勢力を弱めていくことになる。一方で満種の血統は斯波武衛家分家として斯波武衛家領国の越前大野郡に残り、やがて孫にあたる斯波義敏が本家である斯波武衛家を継承することになるのである。